# Bicrisia edwardsiana
Bicrisia edwardsiana is een mosdiertjessoort uit de familie van de Crisiidae. De wetenschappelijke naam van de soort is, als Crisidia edwardsiana voor het eerst geldig gepubliceerd in 1841 door Alcide d'Orbigny.